# Erencyrtus dewitzii
Erencyrtus dewitzii är en stekelart som beskrevs av Mahdihassan 1923. Erencyrtus dewitzii ingår i släktet Erencyrtus och familjen sköldlussteklar. Inga underarter finns listade i Catalogue of Life.